# Guemar (Algeria)
Guemar è un comune dell'Algeria, situato nella provincia di El Oued.